# Jamestown, Kansas
Jamestown är en ort i Cloud County i Kansas. Vid 2020 års folkräkning hade Jamestown 237 invånare.